# რ
Rae (asomtavruli Ⴐ, nuskuri ⴐ, mkhedruli რ, mtavruli Რ) là chữ cái thứ 19 trong bảng chữ cái Gruzia.
Trong hệ thống chữ số Gruzia, nó có giá trị 100 
რ thường đại diện cho âm rung lợi hữu thanh /r/, giống như cách phát âm của ⟨r⟩ trong "road".

## Chữ cái
| asomtavruli | nuskuri | mkhedruli |
| ----------- | ------- | --------- |
|             |         |           |

## Mã hóa máy tính
| asomtavruli | nuskuri | mkhedruli |
| ----------- | ------- | --------- |
| U+10B0      | U+2D10  | U+10E0    |

## Chữ nổi
| mkhedruli |
| --------- |
|           |